# جيم كانون (لاعب كرة قدم)
جيم كانون (بالإنجليزية: Jim Cannon)‏ (19 مارس 1927 في المملكة المتحدة - 26 يناير 1991 في المملكة المتحدة) هو لاعب كرة قدم بريطاني في مركز مهاجم داخلي. لعب مع دونفرملين أثلتيك وسانت جونستون ونادي كيترينغ تاون وBlantyre Victoria F.C. ‏ ونادي ألبيون روفرز ودارلينجتون إف سى.